# Friedrich Radszuweit
Friedrich Radszuweit (Königsberg, 15 aprile 1876 – Berlino, 15 marzo 1932) è stato un imprenditore, editore e scrittore tedesco.
Omosessuale dichiarato, è uno degli attivisti di spicco del primo movimento omosessuale in Germania ai tempi della repubblica di Weimar.

## Biografia
Nato a Königsberg, si trasferisce nel 1901 a Berlino dove apre un negozio di moda e abiti femminili.
Nel 1923 fonda l'organizzazione "Bund für Menschenrecht" (Lega per i diritti umani), di cui è eletto presidente, la quale ha operato attivamente a favore dei diritti delle persone omosessuali e per la soppressione del paragrafo 175 del diritto penale che criminalizzava tutti i rapporti omosessuali consensuali tra persone adulte.
Fondata una propria casa editrice ha promosso la pubblicazione della rivista mensile Zeitschrift für Menschenrecht, uscita ininterrottamente dal 1923 al 1933; la società ha fatto stampare inoltre anche diversi libri di letteratura gay del tempo e album di nudo maschile in fotografia improntati ad un forte omoerotismo, oltre che il primo disco con esplicite tematiche omosessuali per grammofono tra cui la canzone Bubi laß uns Freunde sein di Bruno Balz e Erwin Neuber.
Altre riviste e periodici pubblicati dalla sua casa editrice sono stati "Insel", "Magazin der Einsamen" (tra il 1926–1931) e "Das dritte Geschlecht" (nel 1930/1931). Ha anche fatto uscire la rivista lesbica Die Freundin (Wochenschrift für ideale Frauenfreundschaft".
Nel 1927 ha prodotto un volantino da consegnare ai membri del Reichstag a sostegno di una riforma in senso liberale del paragrafo 175. Ha scritto 4 romanzi tra il 1924 e il 1932.
Nel 1932, Radszuweit è morto a Berlino di tubercolosi. Le sue imprese sono state rilevate dal suo unico erede, il figlio adottivo Martin Butzkow (1900-1933).

## Opere
- Männer zu verkaufen, Leipzig, Lipsia-Verlag, 1932, 6. edition
- Ledige Frauen, Berlin, 1928–1929
- Die Symphonie des Eros, Berlin-Pankow, Kaiser Friedrich-Str. 1, 1925
- Paul Tritzkis Lebensweg, Berlin-Pankow, Kaiser-Friedrich-Str. 1, Orplid-publishing, 1924